# Inspecteur général des forces armées (Sénégal)
Pour les articles homonymes, voir Inspecteur général des forces armées.
Les Inspecteurs généraux des forces armées du Sénégal
- Général de brigade Amadou Bélal Ly (01/07/1972 au 14/12/1974)
- Général de division Ameth Fall (du 15/12/1974 au 16/07/1984)
- Général de brigade Coumba Diouf Niang (17/07/1984 - 30/05/1988)
- Général de corps d'armée Doudou Diop (31/05/1988 - 30/09/1993)
- Général de division Lamine Cissé (01/10/1993 - 30/06/1996)
- Général de division Mamadou Niang (01/07/1996 au 31/12/1996)
- Général de brigade Charles André Nelson (01/01/1997 au 31/12/1997)
- Général Mountaga Diallo (01/01/1998 - 30/04/2000)
- Général Amadou Tidiane Dia (01/05/2000 - 13/06/2002)
- Général Papa Khalilou Fall (14/06/2002 - 21/09/2003)
- Général Antou Pierre Ndiaye (22/09/2003 - 28/05/2006)
- Général Bakary Seck (29/05/2006 - )